# Curia Iulia

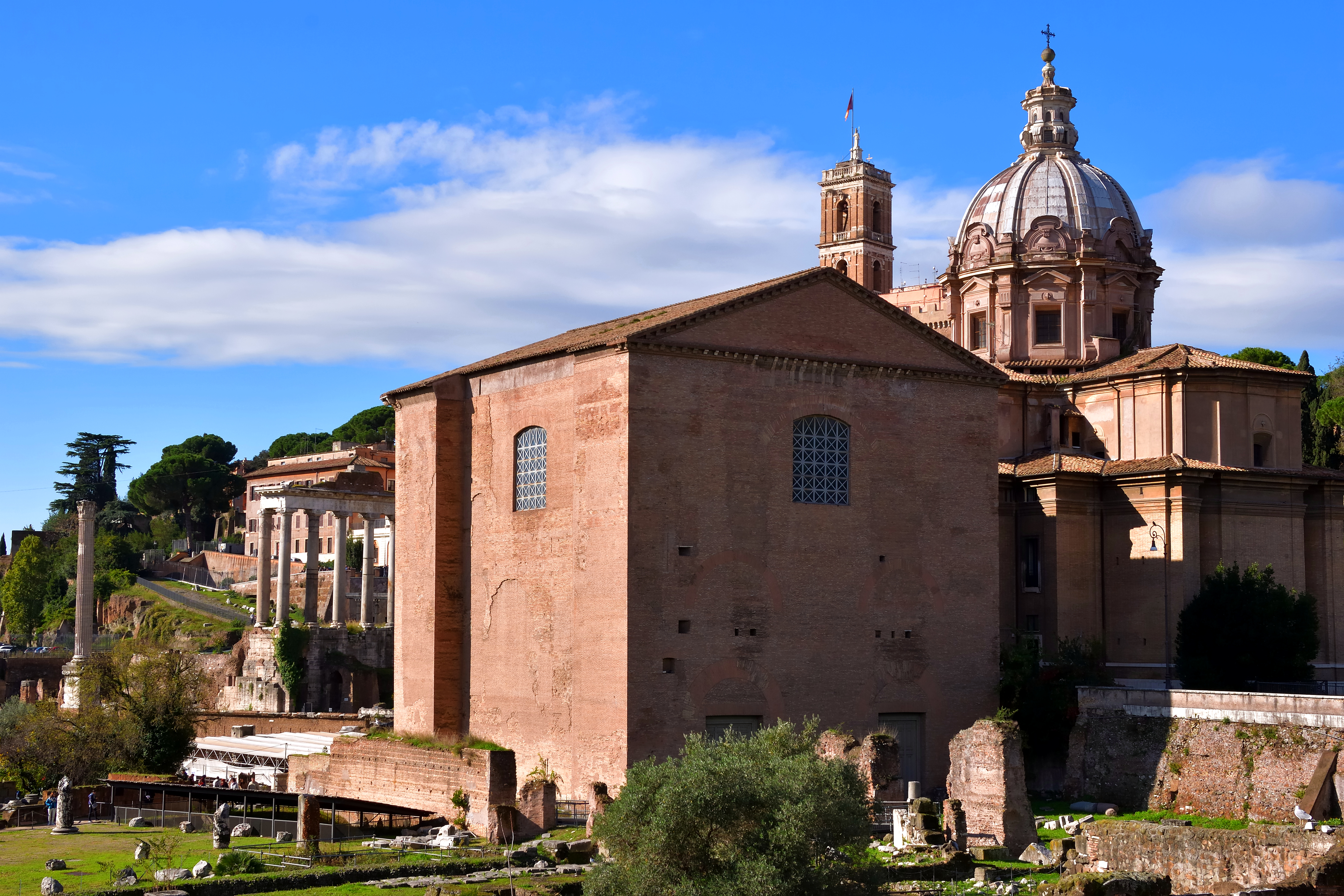
Die Curia Iulia auf dem Forum Romanum. Rechts angrenzend die Kirche Santi Luca e Martina, links daneben der Tempel des Saturn und die Phokas-Säule

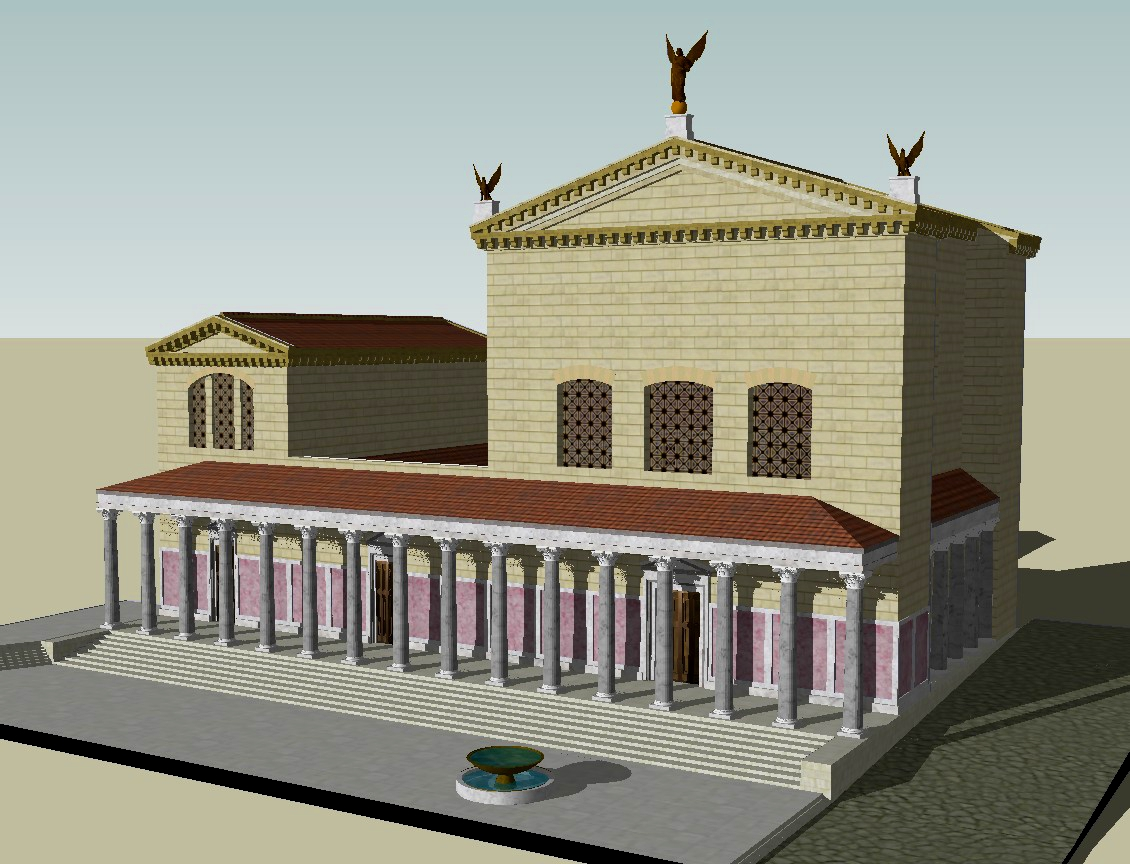
Rekonstruktion der Curia

Die Curia Iulia am Forum Romanum im antiken Rom war das Sitzungsgebäude des Römischen Senats. Sie wurde in neuerer Zeit teilweise restauriert. Der von Caesar 44 v. Chr. in Auftrag gegebene Bau konnte erst unter Kaiser Augustus im Jahr 29 v. Chr. fertiggestellt werden. Die Curia Iulia erhob sich partiell auf den Resten der älteren Curia Cornelia, die wiederum auf den Trümmern der Curia Hostilia errichtet worden war. Die Curia Iulia gestattete einen direkten Zugang zum neuen, unmittelbar anschließenden Caesarforum, das von Caesar 46 v. Chr. eingeweiht wurde. Solange das neue Sitzungsgebäude noch nicht verfügbar war, versammelten sich die Senatoren dort oder in einem der zahlreichen Tempel Roms.

## Baugeschichte
Ihre jetzige Wirkung verdankt die Curia Iulia dem Umbau von 1932 bis 1937, der nach Möglichkeit versuchte, das Aussehen des Gebäudes im Gefolge des letzten Wiederaufbaus unter Kaiser Diokletian (nach einem verheerenden Brand im Jahr 283 nach Chr.) zu rekonstruieren. Der unter Mussolini herbeigeführte Zustand erweckt den Eindruck, eines der besterhaltenen Bauwerke der Spätantike in Rom zu repräsentieren. Dies ist allerdings darauf zurückzuführen, dass das Gebäude unter Papst Honorius I. in eine Kirche umgewandelt und im Jahr 630 als Ecclesia beati Hadriani geweiht wurde, heute bekannt unter dem Namen Sant’Adriano am Forum Romanum. Das zuletzt barocke Innere dieser Kirche wurde im Sinne des Zeitgeistes der 1930er Jahre in etwas verwandelt, was Antonio Cederna „eine Art Kulisse für Die letzten Tage von Pompeji“ nannte.
Die diokletianische Curia hat einen rechteckigen Grundriss. Außen wird sie von breiten Pfeilern gestützt, die in einer Flucht mit der Fassade liegen und mit Giebeln bekrönt sind. In der Fassade sind auf unterschiedlicher Höhe noch die Spuren mittelalterlicher Begräbnisnischen in der Mauer zu sehen.
Die mit Entlastungsbögen versehenen Außenmauern aus Ziegelsteinen, die von großen Fenstern durchbrochen werden, waren ursprünglich im unteren Teil mit Marmorplatten verkleidet, von denen noch spärliche Reste links vom Eingang erhalten sind, im oberen Teil waren sie mit Stuck verkleidet, der Marmorplatten darstellen sollte. Eine kurze Treppe, die in moderner Zeit erneuert wurde, führt in den Saal der Curia.
Die bronzenen Eingangstüren sind Nachbildungen, die Originale wurden im 17. Jahrhundert an der Lateranbasilika angebracht, der Bischofskirche des Papstes.
Der große Innenraum mit einer Höhe von 21 m, einer Breite von 18 m und einer Länge von 27 m entspricht in den Maßen mehr oder weniger den Proportionen, die Vitruv für den Bau einer rechteckigen Curia vorschlug. Seiner Ansicht nach soll die Höhe die Hälfte der Summe von Breite und Länge betragen.
Der Raum ist noch größtenteils mit dem Fußboden aus der Zeit Diokletians ausgestattet, der aus Marmor mit Intarsien andersfarbigen Gesteins, darunter Serpentin (grün) und Porphyr (dunkelrot), gebildet wurde. Es ist ein besonders wertvoller Fußboden, der auf Grund der verwendeten Technik opus sectile, „geschnittenes Werk“, genannt wird. Diese Technik war zu Beginn der spätrepublikanischen Zeit eine verbreitete Alternative zu Mosaikfußböden. In der Spätantike wurde sie fast ausschließlich in öffentlichen und sakralen Gebäuden verwendet.
Der Saal ist in drei längliche Abschnitte geteilt. Den linken und rechten nehmen jeweils drei breite, niedrige Stufen ein, auf denen die Sessel der ca. 300 Senatoren standen. Zwischen den beiden Türen in der Rückwand liegt ein breiter Sockel, auf dem der Vorsitzende Platz nahm.
In der Curia sind heute zwei große Reliefs ausgestellt, die als Plutei oder Anaglypha Traiani bekannt sind. Sie wurden in der Mitte des Forumsplatzes gefunden. Auf den Reliefs sind Szenen aus dem Prinzipat Trajans dargestellt. Auf dem linken, unvollständigen werden den Bürgern ihre Steuerschulden erlassen und die Verzeichnisse der Schulden in Anwesenheit des Kaisers verbrannt. Auf dem rechten werden die alimenta eingesetzt, niedrig verzinste Darlehen für die Landwirtschaft, deren Ertrag für die Unterstützung notleidender Kinder verwendet werden sollte. Als zeitgenössische Darstellungen des Forums, auf dem sich die Szenen abspielen, sind die beiden Reliefs von hohem Wert.

## Bildergalerie

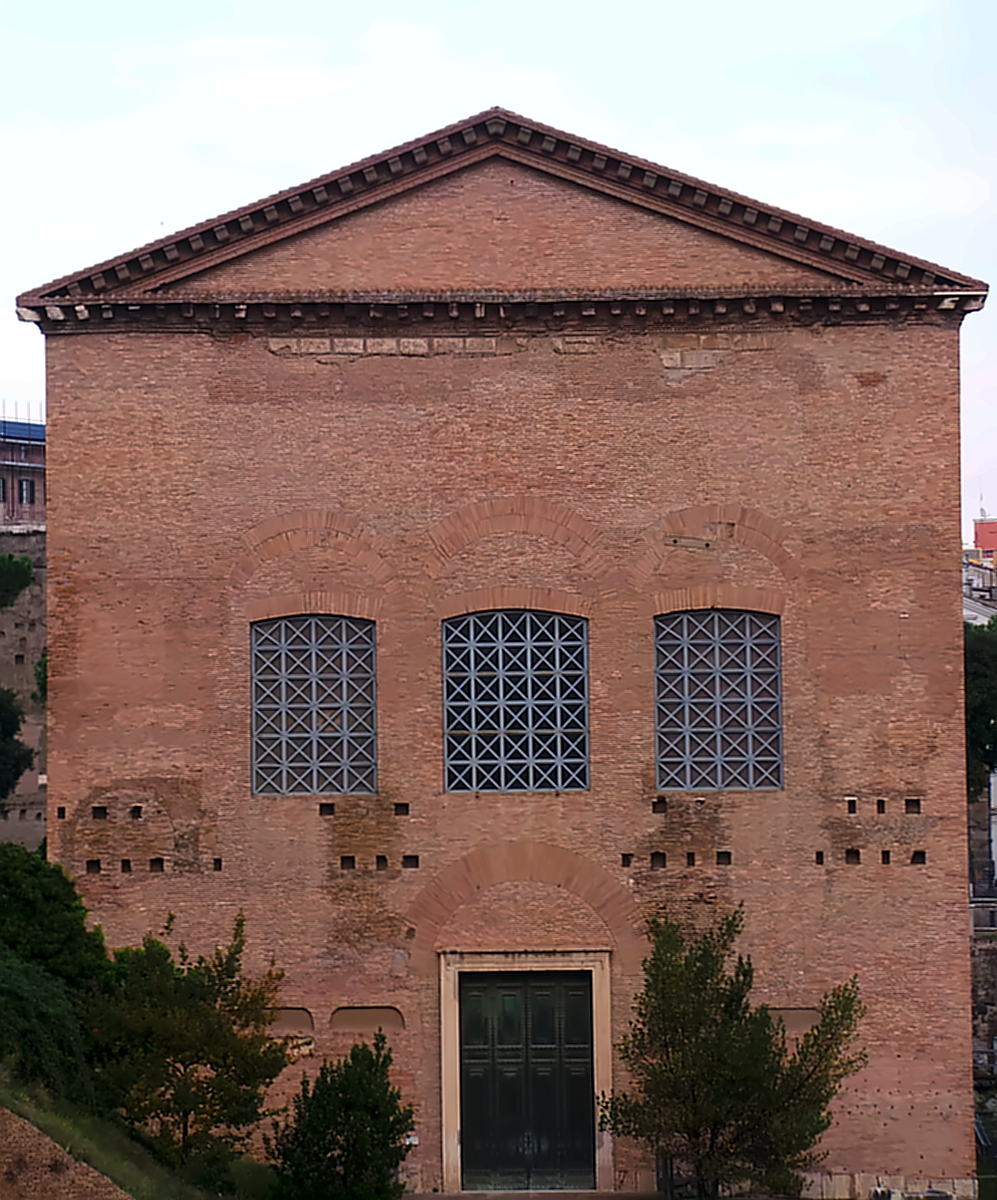
Frontansicht der Curia Iulia 2015
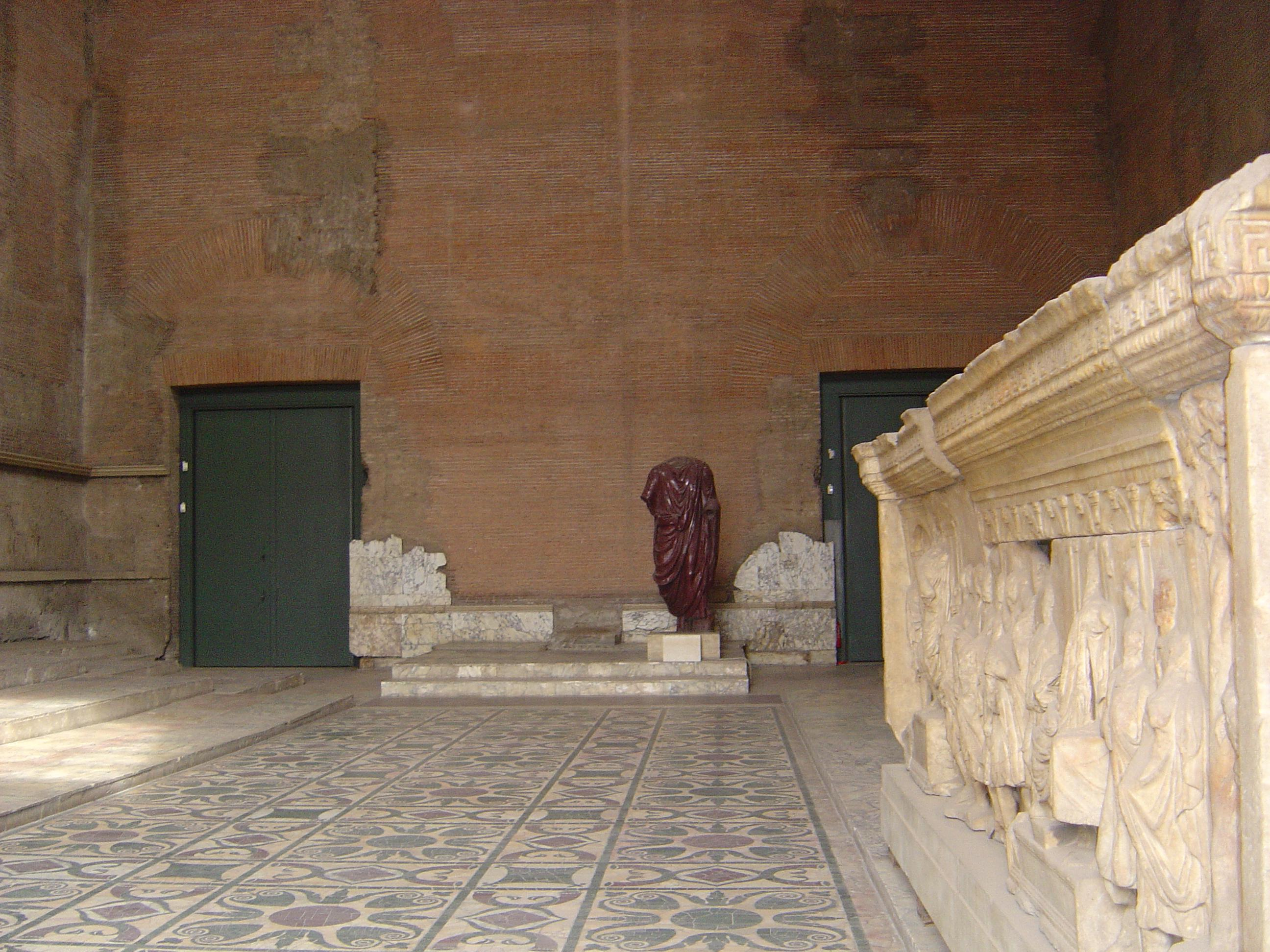
Inneres der Curia
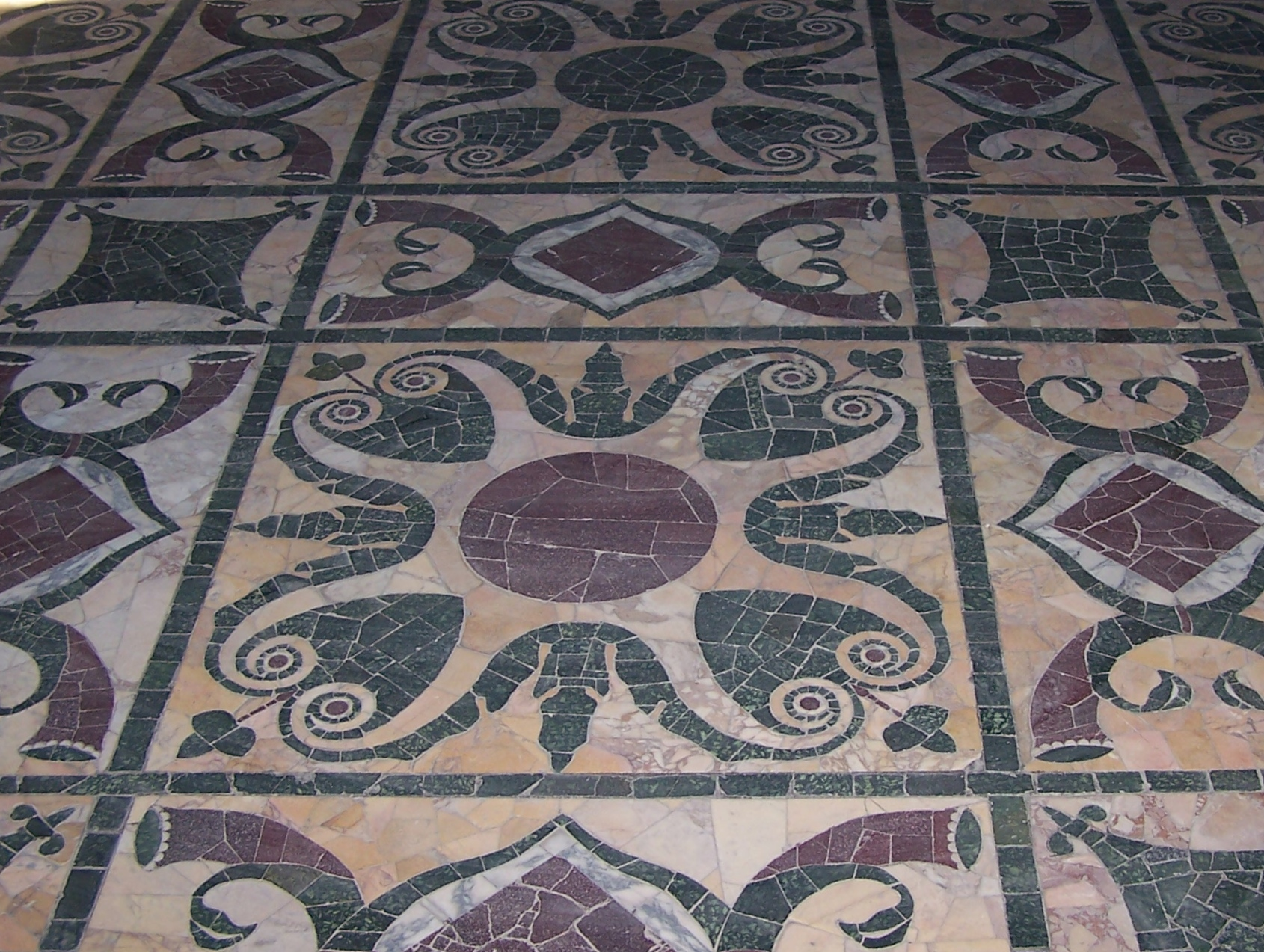
Boden der Curia
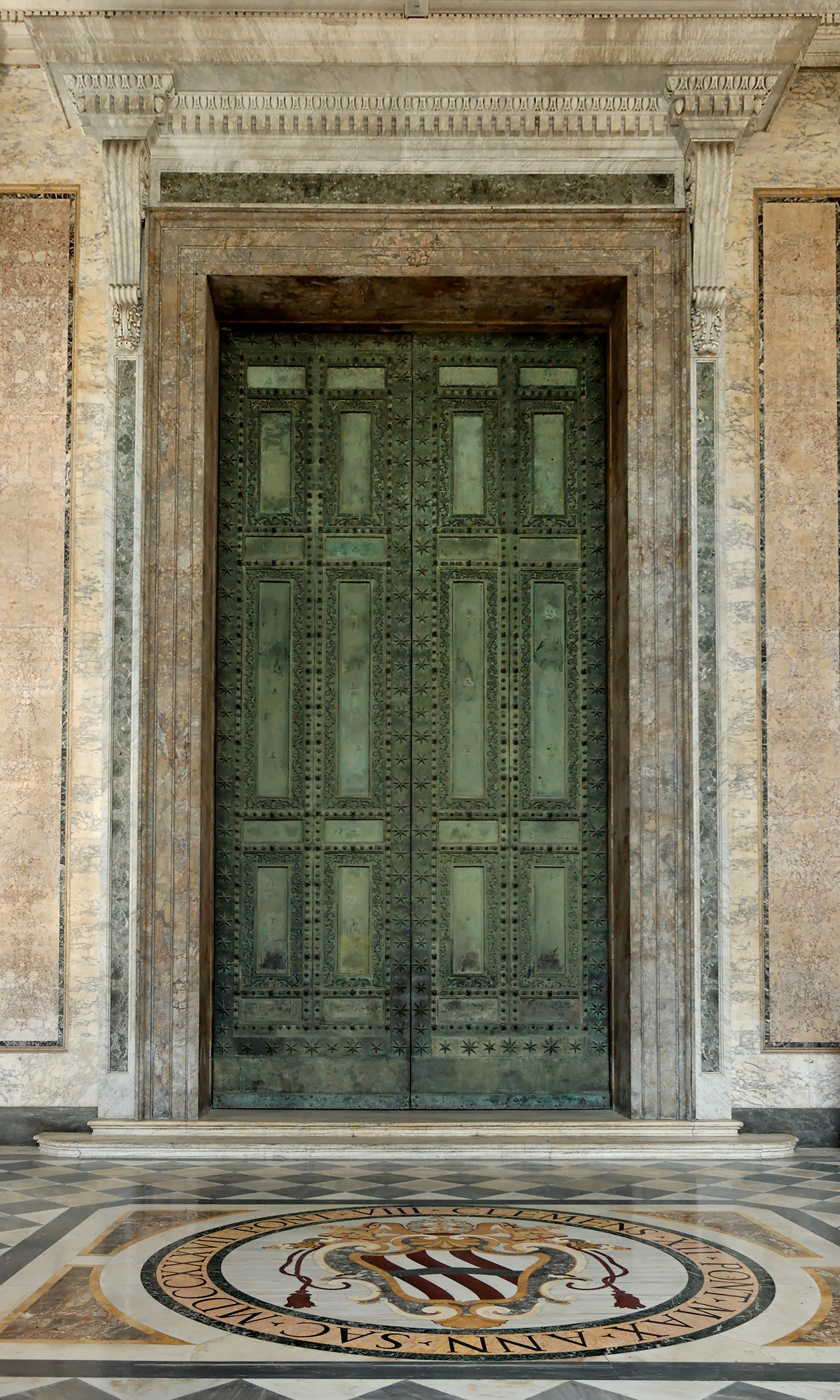
San Giovanni in Laterano – Original-Bronzeportal aus der Curia Iulia
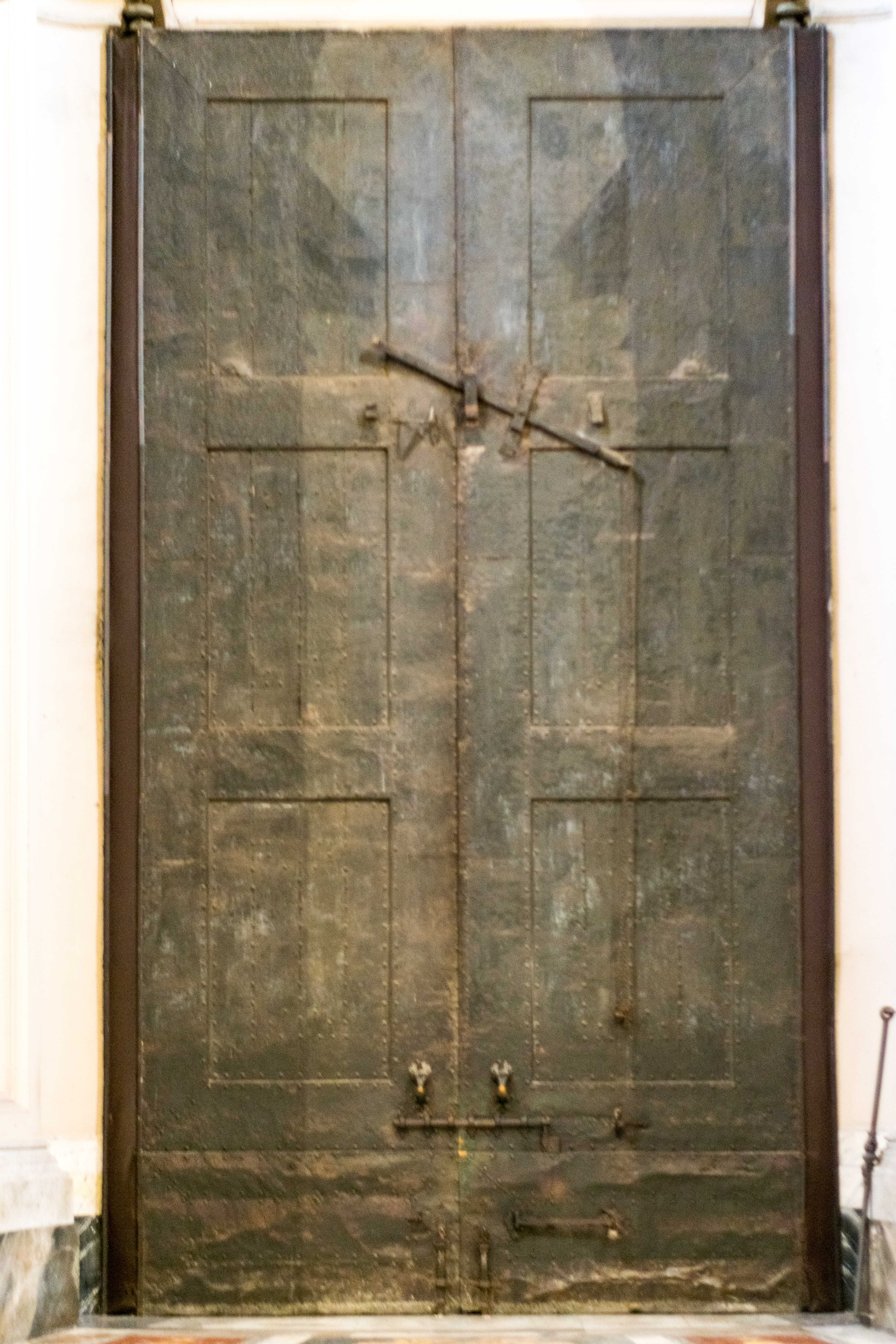
San Giovanni in Laterano – Original-Bronzeportal aus der Curia Iulia (Innenansicht)